# Крістіансанн (аеропорт)
Аеропорт Крістіансанн (норв. Kristiansand lufthavn; (IATA: KRS, ICAO: ENCN)) — міжнародний аеропорт, що обслуговує муніципалітет Крістіансанн у графстві Агдер, Норвегія. Аеропорт розташований в районі Твейт в районі Оддернес, приблизно за 16 км від центру міста Крістіансанн. Управляється державною компанією Avinor, це єдиний аеропорт у Південній Норвегії з регулярними рейсами. Він має 2035 метрову злітно-посадкову смугу з напрямком 03/21. У 2018 році аеропорт обслужив 1 061 130 пасажирів. Регулярні рейси здійснюють авіакомпанії Scandinavian Airlines, Norwegian Air Shuttle, Widerøe, KLM Cityhopper і Wizz Air. Королівські ВПС Норвегії мають навчальний центр в аеропорту.
Аеропорт був відкритий 1 червня 1939 року як другий спільний аеропорт країни. Під час Другої світової війни він був окупований і розширений Люфтваффе. Південне розташування Крістіансанна дозволило аеропорту приймати кілька міжнародних рейсів протягом перших років, а також внутрішні рейси. Braathens SAFE обслуговувала внутрішні рейси з 1955 року до свого закриття в 2004 році. KLM літав до 1971 року, після чого Dan-Air відкрила маршрути до Великої Британії. Термінал отримав серйозні розширення в 1955, 1979, 1994 і 2015 роках. Нові диспетчерські вежі були побудовані в 1966 і 2013 роках. Він був базовим для Sørfly з 1946 по 1962 рік, для Agderfly з 1969 по 2004 рік і для FlyNonstop у 2013 році.

## Історія

### Будівництво
Першим аеропортом у Крістіансанні був водний аеродром, розташований у центрі міста. Він був побудований авіаційною службою Королівського флоту Норвегії в 1918 році. Урядова комісія 21 жовтня 1920 року рекомендувала місту отримати водний аеропорт у рамках загальнонаціональної інвестиційної програми. Проте за більш ніж десять років із задуманого нічого не вдалось реалізувати. Перенесення військового водного аеродрому пропонувалося кілька разів, але жодного разу не було здійснено.
Місцева ініціатива щодо аеропорту в Крістіансанні була започаткована мером Андреасом К'єром у 1933 році. У серпні 1934 року міська рада надіслала офіційну заяву до уряду з проханням надати дозвіл на будівництво аеропорту. Того літа компанія Widerøe розпочала польоти до Крістіансанну уздовж прибережного маршруту з Осло до Гаугесунна. Норвезькі авіалінії (DNL) розпочали прибережний маршрут гідролітака вздовж південного узбережжя від Осло до Бергена через Крістіансанн 9 червня 1935 року. Ця служба використовувала аеродром Конгсгордбукта.
У 1935 році уряд заявив, що він планує побудувати головний аеропорт для Агдера — Крістіансанн, Мандал і Арендал були запропоновані як відповідні локації для цього. Уряд дійшов висновку, що Крістіансанн є найбільш зручним варіантом, виходячи з транспортних, військових і фінансових міркувань. У квітні 1936 року муніципалітет і держава офіційно оформили будівництво вартістю 2.4 мільйони норвезьких крон. Незабаром після цього розпочалося будівництво.
Аеропорт спочатку складався з бетонної злітно-посадкової смуги довжиною 1000 м, з'єднаної з пероном 12-метровою рульовою доріжкою. Невелика дерев'яна будівля терміналу була побудована з сараю, а сусідній житловий будинок використовувався як ресторан. Гідролітаки обслуговувалися з плавдоком і стапелем. Аеропорт відкрився 1 червня 1939 року, в той самий день, що й Осло-Форнебу. Першим літаком, який приземлився, був Douglas DC-2 компанії KLM. Вони розпочали міжнародний маршрут з Осло через Крістіансанн до Амстердама, тоді як Danish Air Lines здійснювали рейси до Копенгагена. DNL відкрив внутрішній маршрут гідролітака з Осло через Крістіансанн до аеропорту Ставангер, Сола.

### Друга світова війна
Аеропорт був захоплений Люфтваффе під час німецького вторгнення 9 квітня 1940 року. Перший літак екстрено приземлився в перший день вторгнення. Пізніше його тут використовувались транспортні літаки Junkers Ju 52, які літали у військах. З 11 квітня ескадрилья Messerschmitt Bf 109 була розміщена на летовищі.
Люфтваффе негайно розпочало модернізацію аеродрому. Вони почали з видалення пагорба на східному кінці злітно-посадкової смуги, а потім її розширили. На сході було закладено мінне поле та споруджено кілька паливних цистерн навколо аеродрому. Було побудовано два великих ангари, а також велика кількість сараїв. В ході війни злітно-посадкова смуга була подовжена до 1580 м. Німецькі військові планували велике розширення аеропорту з 1945 року, яке включало б нові перони та знищило б село. Ці плани були припинені завершенням війни.

### Початок діяльності

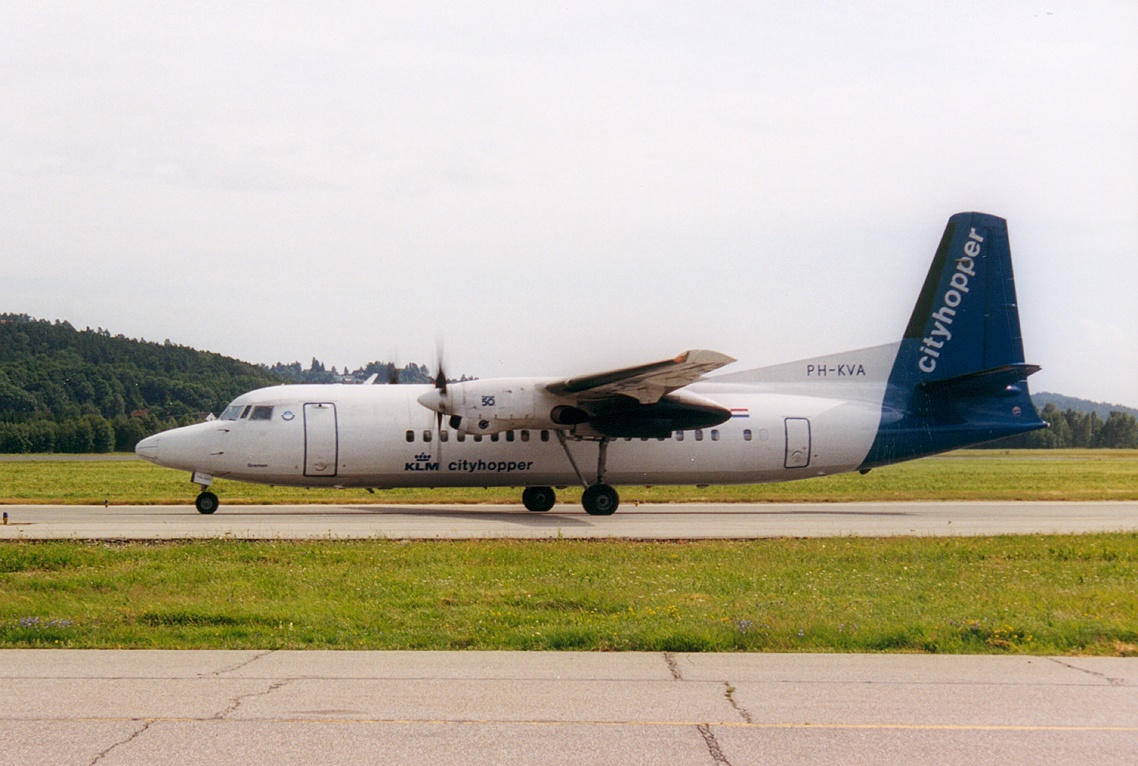
Fokker 50 від KLM Cityhopper у Крістіансанні в 2000 році

Аеропорт був прийнятий Королівськими ВПС у травні 1945 року. Вони розпочали роботи з розмінування та зняття озброєння та генеральне очищення аеродрому. Пізніше її передали в цивільне користування. У лютому 1946 року сюди переїхали авіаційно-технічне училище ВПС і збройово-технічне училище. Останній переїхав на аеровокзал Lista через два роки.
Завдяки модернізованим об'єктам муніципалітет Крістіансанн захотів позбутися відповідальності та витрат на експлуатацію аеропорту. Міська рада прийняла постанову від 9 грудня 1946 року про безоплатну передачу аеропорту державі. Це було схвалено парламентом 20 червня 1947 року. У цьому ж році був заснований авіаклуб Kjevik Flyklubb.
6 березня 1946 року KLM відновив свій маршрут, летячи з Осло через Крістіансанн до Амстердама на Douglas DC-3. До 1950 року він літав тричі на тиждень і продовжував курсувати до Брюсселя. 2 жовтня 1946 року DNL через систему скандинавських авіаліній (SAS) розпочала міжнародний маршрут з Осло через Крістіансанн, Амстердам і Брюссель до Парижа. Чотири дні потому — внутрішній рейс гідролітаком Ju 52 з Крістіансанна до Ставангера, Гаугесунна та Бергена. У 1947 році Danish Air Lines започаткувала маршрут із Крістіансанна в Ольборг і Копенгаген.
DNL розпочав наземний маршрут із Крістіансанна до Ставангера в 1947 році, але через два роки припинив роботу, використовуючи Douglas DC-3. З 1949 року KLM взяла на себе польоти з Осло в Крістіансанн. Braathens SAFE отримав маршрут у 1950 році разом із розширенням до Копенгагена, але відмовився від нього наступного року. Будівлю терміналу було розширено в 1953 році, що додало новий зал очікування та новий кафетерій.
Braathens відновив польоти 6 червня 1955 року, коли він відкрив маршрут з Осло через Тенсберг, Крістіансанн і Фарсунд до Ставангера з щоденним рейсом туди й назад на літаках de Havilland Heron. У 1959 році їх замінили на більший Fokker F27 Friendship. Маршрут обслужив 2593 пасажири в перший рік, збільшившись до 17900 у 1960 році. Braathens відкрив маршрут з Крістіансанна до Ольборга в 1960 році, хоча наступного року його перейняло SAS. Того року аеропорт мав 54 306 пасажирів.
KLM представила Vickers Viscount на маршруті до Крістіансанна у 1957 році, а через три роки почала використовувати Lockheed L-188 Electra. Наприкінці 1950-х і в 1960-х роках компанія SAS переключила свої послуги в Крістіансанн спочатку на Saab Scandia, а потім на Convair CV-440 Metropolitan. Dan-Air запровадила літні рейси в Ньюкасл-апон-Тайн з 1963 року, розширивши їх до цілорічного з 1972 року.

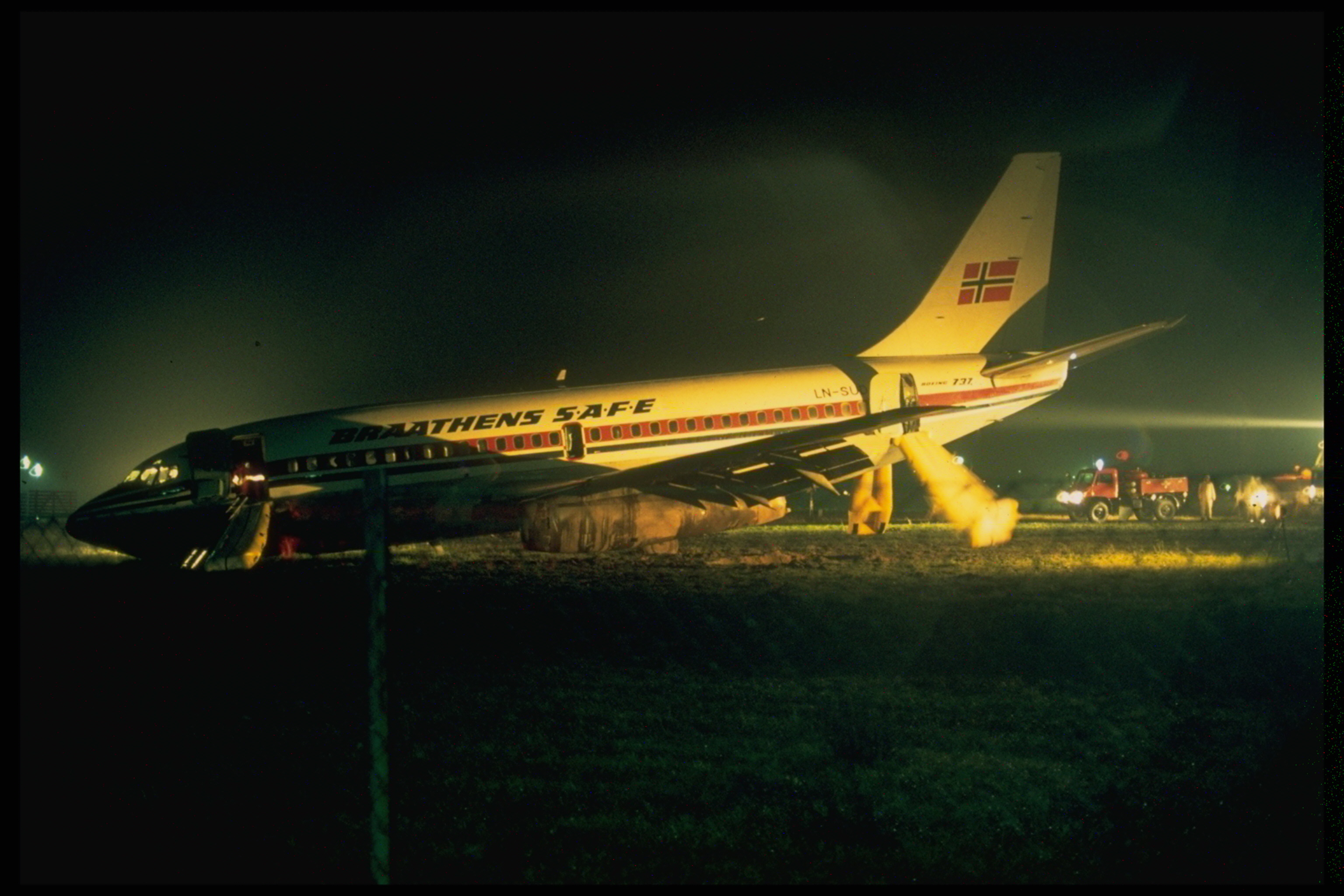
Аварія Boeing 737—200 Braathens SAFE у 1977 році

Нові літаки призвели до необхідності довшої злітно-посадкової смуги. Місто та держава уклали угоду, за якою перше платитиме за землю, а друга — за будівництво. Злітно-посадкова смуга була подовжена до 1960 м у 1966 році. 2 листопада було відкрито нову 18-метрову диспетчерське вежу. У 1965 році аеропорт мав 143 585 пасажирів .
KLM представила McDonnell Douglas DC-9 на Амстердамському маршруті з 1966 року. Однак з листопада 1971 року зупинка була перенесена в Гетеборг. Braathens представив Fokker F28 з 1969 року та Boeing 737—200 з 1975 року.
Аеропорт обслужив 203 875 пасажирів у 1970 році, що зросло до 295 578 через п'ять років. У 1974 році був заснований Парашутний клуб Kjevik Fallskjermklubb. Dan-Air розпочала рейси до Лондона в 1976 році. Школа зв'язку та радіолокації ВПС переїхала до Крістіансанна в 1977 році. Протягом 1970-х років SAS використовувала DC-9 для своїх міжнародних маршрутів, але, оскільки вони виявилися занадто великими, пізніше перейшла на менший F27.

### Новий термінал

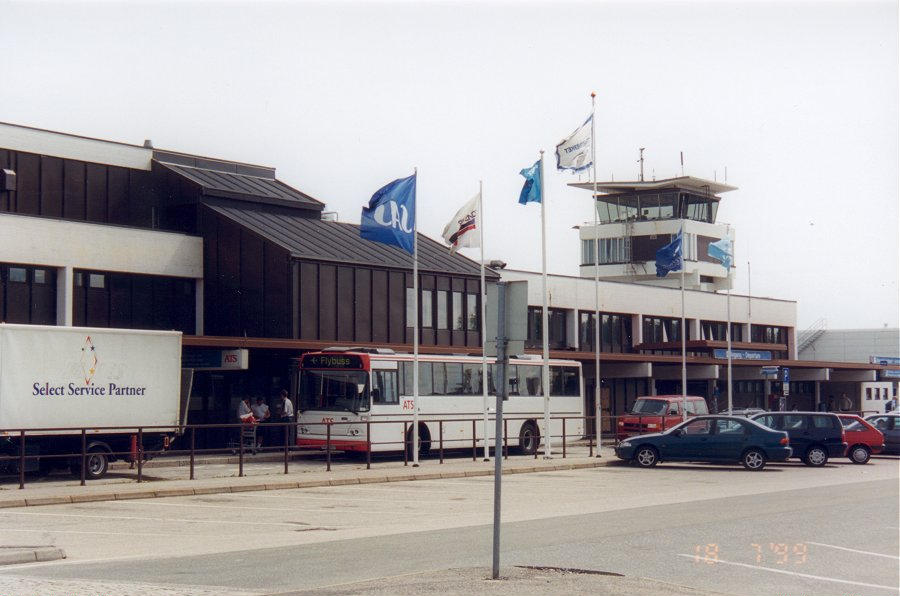
Наземна сторона терміналу в 1999 році, де показано термінал 1979 року (ліворуч), термінал 1953 року та вежу 1966 року

Крістіансанн був одним із шести тестових аеропортів, які отримали британську доплерівську мікрохвильову систему посадки в 1977 році. Наприкінці 1970-х термінал був занадто малим, в результаті чого аеропорт відкрив новий термінал 22 березня 1979 року. Термінал з часів війни використовувався для внутрішніх перевезень і був перетворений на вантажний термінал. Міжнародний термінал був перетворений на термінал для ВПС. У 1980 році летовище обслужило 400 549 пасажирів, а через п'ять років цей показник збільшився до 477 549.
26 вересня 1989 року компанія Agderfly, що базувалась в Крістіансанні, запровадила рейси до Гетеборга, а 2 жовтня — до Біллунна. Через два роки вони отримали дозвіл на польоти до Бремена, які закінчили 21 листопада 1991 року. Продовжила роботу льотна школа. SAS було реорганізовано в 1990 році, і копенгагенські маршрути перейшли до служби Eurolink компанії SAS Commuter з новими літаками Fokker 50. 28 жовтня 1991 року Norsk Air запровадила рейси з аеропорту Осло-Торп через Крістіансанн до лондонського аеропорту Станстед. Рейси мали недостатній трафік і були припинені наступного року. У 1990 році аеропорт обслужив 578 373 пасажирів, а через п'ять років цей показник збільшився до 745 061.

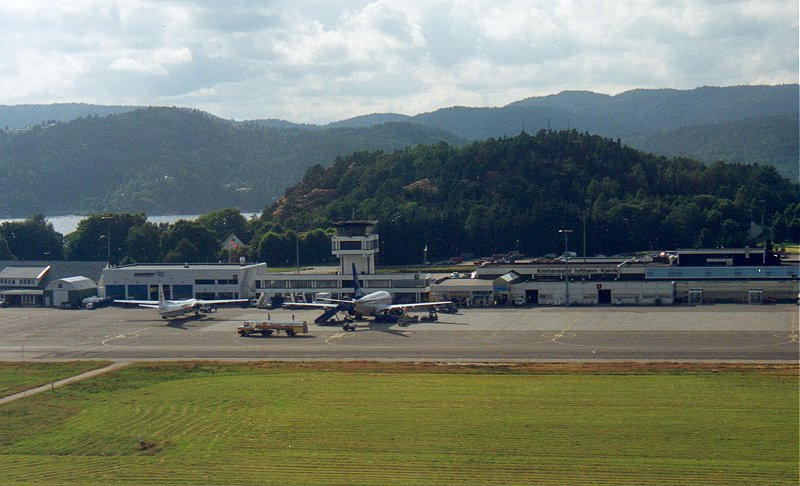
Fokker 50 Norwegian і Boeing 737 Scandinavian Airlines у Крістіансанні в 1999 році

Busy Bee збанкрутувала в 1992 році, і їхні маршрути до Ставангера та Бергена взяла на себе Norwegian Air Shuttle. Після того, як 26 березня 1994 року SAS припинила обслуговування в Копенгагені, Maersk Air запровадила три щоденні рейси до Копенгагена. Того року термінал було перебудовано та розширено ще на 1000 кв. м. Здебільшого це було розширення зон загального користування, включно з новим відділенням для багажу. SAS розпочала внутрішні послуги з 8 жовтня 1998 року, коли відкрився аеропорт Осло Гардермуен. Це позбавило потреби у слотах для посадки, які мали обмежену пропускну здатність у Форнебу, дозволивши вільно змагатися на маршруті. KLM повернувся в Крістіансанн 28 березня 1999 року, запровадивши рейси до Амстердама на Fokker 50 тричі на день. До 2000 року Maersk Air замінила свої F50 на реактивні літаки на маршруті Копенгаген. У 1999 році патронат аеропорту досяг піку в 902 295 пасажирів, після чого число пасажирів впало і не відновилося до 2011 року.
Після того, як група SAS купила Braathens у 2002 році, SAS закрила маршрут Крістіансанн — Осло 2 квітня. Крім того, в результаті злиття 1 квітня 2003 року SAS Commuter перейняла норвезькі маршрути до Ставангера та Бергена. Того ж року SAS відновила свій маршрут до Копенгагена з трьома щоденними рейсами. Наступного року Maersk Air запровадила рейси до аеропорту Біллунд у Данії. Наступного року авіакомпанія припинила свою діяльність. Braathens об'єдналася в SAS Braathens у 2004 році і відновила свою діяльність як Scandinavian Airlines з 2007 року. Norwegian повернувся у 2007 році як лоукост-перевізник з трьома рейсами на тиждень до лондонського аеропорту Станстед. Однак був закритий протягом року. Проте з 5 червня 2008 року вони запровадили три щоденні рейси до Осло, додавши до чотирьох щоденних рейсів SAS. У 2010 році Widerøe почав здійснювати рейси до Бергена та Ставангера.
FlyNonstop була заснована як авіакомпанія, що базується в Крістіансанні, і почала польоти 25 квітня 2013 року. Вони здійснили політ до десяти напрямків на літаку Embraer 190 компанії Denim Air. Через недостатню кількість пасажирів вони збанкрутували 29 жовтня. У травні 2013 року Wizz Air розпочала рейс до Гданська на Airbus A320, орієнтуючись переважно на польських емігрантів.
Будівництво нового міжнародного терміналу розпочато у 2014 році, відкриття було заплановано на червень 2015 року.
Орієнтовна висота аеродрому становить 17 м над середнім рівнем моря. Він має систему посадки за приладами категорії I в обох напрямках, обидві з яких оснащені індикатором траєкторії точного заходження на посадку. В аеропорту працює пожежно-рятувальна служба 7 категорії. Перон з'єднаний із злітно-посадковою смугою трьома рульовими доріжками, хоча жодна з них не проходить паралельно злітно-посадковій смузі.
Зона реєстрації складається з автоматизованих і звичайних стійок реєстрації, п'яти агентств з прокату автомобілів і кіоску Deli de Luca. У залі вильоту є кіоск тієї ж мережі та магазин безмитної торгівлі. Останній також обслуговує пасажирів, що прибувають з міжнародних рейсів. Аеропорт має шість виходів на посадку, пронумерованих від 1 до 7. Перші три можна використовувати для міжнародних рейсів, а гейт 3 також може обслуговувати внутрішні рейси. Останні три обслуговують лише внутрішні рейси. Жоден з гейтів не має телетрапу. Наземне обслуговування надають Aviator і SAS Ground Handling, авіаційне паливо — Shell.

## Авіалінії та напрямки
Найжвавіший маршрут із Крістіансанна — до аеропорту Осло-Гардермуен. Він виконується шість разів на день SAS і чотири рази на день Norwegian на Boeing 737. Інші внутрішні маршрути виконуються Widerøe до Ставангера, Бергена та Тронгейма. KLM Cityhopper виконує рейси двічі на день до Амстердама, а Widerøe — тричі на день до Копенгагена. SAS здійснює рейси раз на тиждень влітку до Аліканте, а Wizz Air двічі на тиждень до Гданська.
| Авіакомпанія          | Пункт призначення                                                                                          |
| --------------------- | --- |
| Aegean Airlines       | Сезонний чартер: Ханья, Родос                                                                              |
| KLM                   | Амстердам                                                                                                  |
| Norwegian Air Shuttle | Осло-Гардермуен                                                                                            |
| Scandinavian Airlines | Копенгаген, Осло-Гардермуен Сезонний: Аліканте, Спліт Сезонний чартер: Гран-Канарія, Ларнака, Спліт, Ханья |
| Sunclass Airlines     | Сезонний чартер: Пальма-де-Мальорка                                                                        |
| Widerøe               | Берген, Буде, Копенгаген, Гарстад/Нарвік, Ставангер, Тронгейм                                              |
| Wizz Air              | Сезонний: Гданськ                                                                                          |

## Статистика
Див. джерело запитів Вікіданих та джерела.

## Наземний транспорт
Аеропорт розташований в 16 км від центру міста. Національна дорога 451 проходить уздовж північної сторони злітно-посадкової смуги та з'єднується з національною дорогою 41. Він сполучається з автострадою E18. В аеропорту є паркінг на 1800 машиномісць. Також доступний прокат автомобілів.
Haga Buss керує автобусом до аеропорту Крістіансанн. Nettbuss здійснює автобусне сполучення з Ліллесандом, Грімстадом і Арендалом. Це прямий рейс у годину пік і трансфер із зупинки на E18 решту дня. Agder Flyekspress здійснює пряме автобусне сполучення з Арендалом. В аеропорту є таксі.